# Banovina
Banovina (także Banska krajina, Banska zemlja, Banija) – kraina historyczna w Chorwacji, administracyjnie należąca do żupanii sisacko-moslawińskiej.

## Geografia

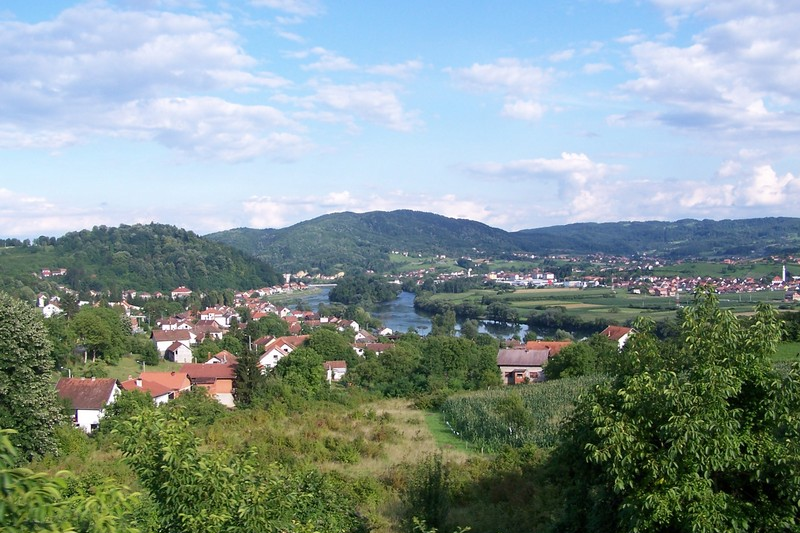
Krajobraz w Hrvatskiej Kostajnicy

Jest położona w Kotlinie Panońskiej, pomiędzy rzekami: Sawą a Uną, Kupą i Gliną. Znaczna część jej obszaru jest zalesiona. Jej głównym ośrodkiem miejskim jest Petrinja. Inne ważniejsze miejscowości to Glina, Hrvatska Kostajnica i Dvor. Rolnictwo opiera się na uprawie ziemniaków, zbóż i owoców oraz hodowli bydła i trzody chlewnej. W produkcji przemysłowej wyróżnia się przemysł spożywczy, drzewny i tekstylny, a wśród usług m.in. turystykę.

## Historia
Obszar Banoviny był celem migracji uchodźców z terenów Imperium Osmańskiego. Był też miejscem, gdzie wzniesiono antyosmańskie systemy fortyfikacyjne. W XVIII wieku miały tu miejsce dwa powstania ludowe spowodowane m.in. podwyższeniem danin. Migracje zmieniły strukturę etniczną i religijną regionu (napływ prawosławnej ludności serbskiej). W latach 1809–1813 Banovina była częścią napoleońskich Prowincji Iliryjskich. Pod koniec XIX wieku miała miejsce silna polaryzacja chorwacko-serbska. W wyniku reformy administracyjnej Jugosławii lat 30. Banovina została podzielona pomiędzy banowinę sawską i banowinę vrbaską. W trakcie II wojny światowej na tych terenach, kontrolowanych przez Niepodległe Państwo Chorwackie, rozwijał się ruch antyfaszystowski. Latem 1991 roku, w trakcie rozpadu Jugosławii, jednostki Jugosłowiańskiej Armii Ludowej wraz ze zbrojnymi oddziałami miejscowych Serbów zajęły niemal cały obszar Banoviny, powodując przymusową migrację miejscowych Chorwatów. Chorwacja odzyskała kontrolę nad tym terytorium w sierpniu 1995 roku, w wyniku akcji wojskowo-policyjnej „Burza”. Doprowadziło to z kolei do masowej emigracji serbskiej.